# 마쓰라 히사노부

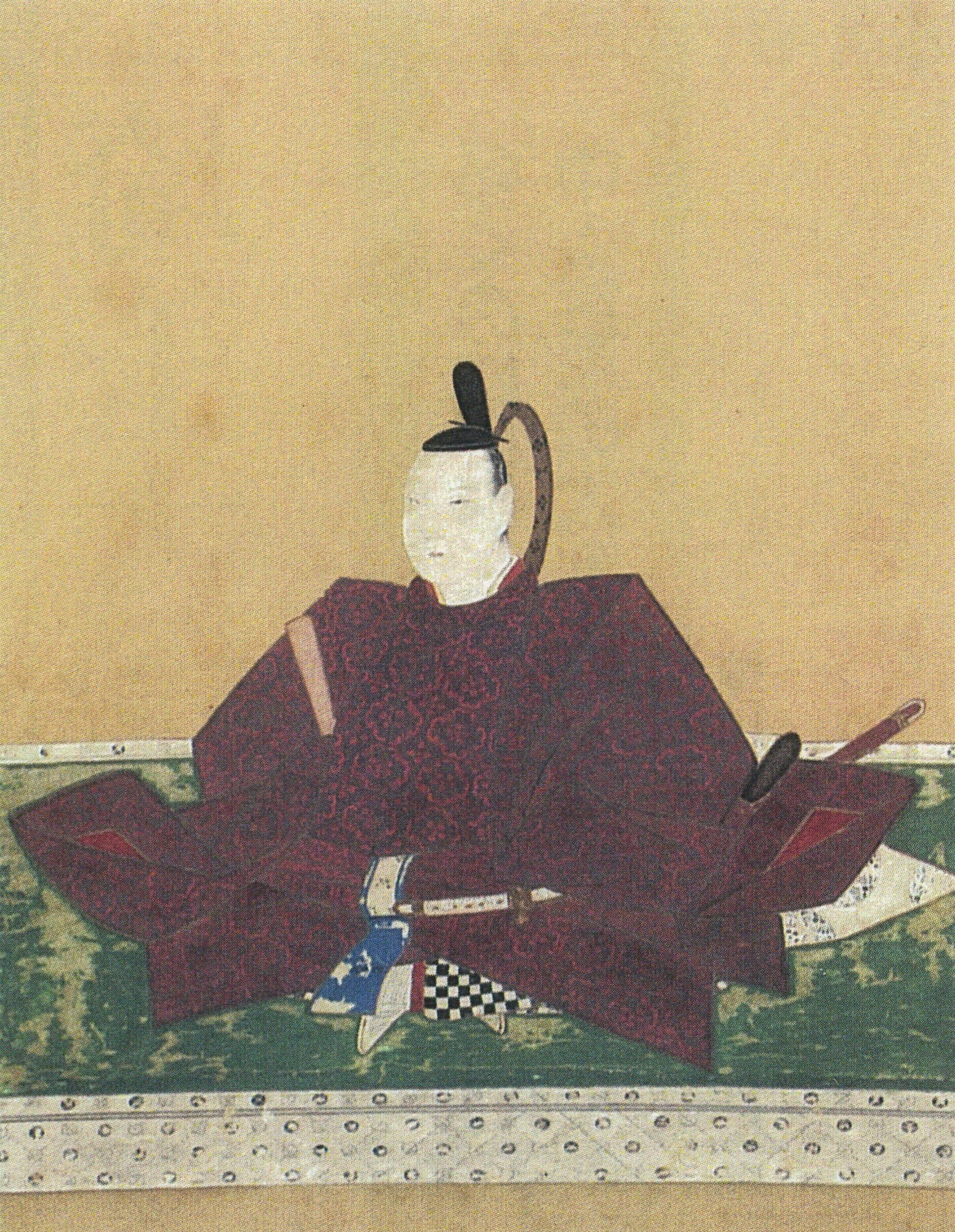
마쓰라 히사노부

마쓰라 히사노부(松浦久信, 겐키 2년(1571년) ~ 게이초 7년 음력 8월 29일(1602년 10월 14일)는 아즈치 모모야마 시대, 에도 시대 전기의 다이묘이다. 히젠 히라도번의 제2대 번주.
| 전임 마쓰라 시게노부 | 제2대 히라도번 번주 (마쓰라 가문) 1600년? ~ 1602년 | 후임 마쓰라 류신(다카노부) |